# Giorno di Sant'Andrea

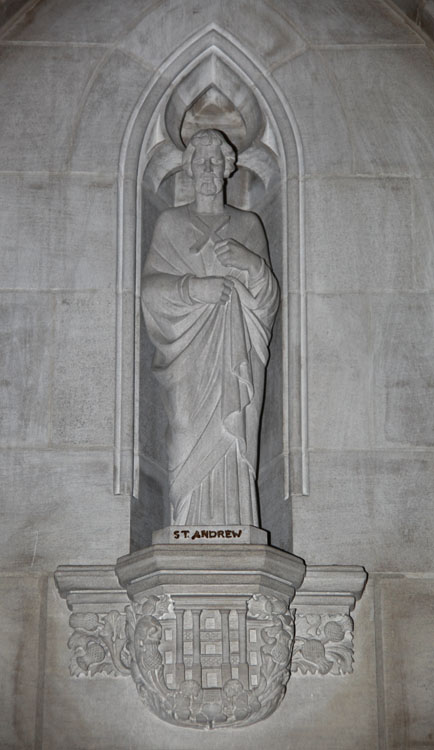
Sant'Andrea come santo patrono della Scozia. Scultura nella cattedrale nazionale di Washington (D.C.).

Il giorno di Sant'Andrea, chiamato anche Festa di Sant'Andrea o Andermas, è il giorno della festa dell'apostolo Andrea. Si festeggia il 30 novembre. Sant'Andrea è il discepolo del Nuovo Testamento che presentò suo fratello, l'apostolo Pietro, a Gesù, il Messia.

## Tradizioni e celebrazioni
Il giorno di Sant'Andrea segna l'inizio della tradizionale devozione avventista della Novena natalizia di Sant'Andrea.
Giorno di Sant'Andrea (Scots, in gaelico scozzese Là Naomh Anndrais) è la giornata nazionale ufficiale della Scozia. In Romania è festa nazionale dal 2015. È il santo patrono di Cipro, Scozia, Grecia (città di Patrasso), Romania, Russia, Ucraina, Patriarcato ecumenico di Costantinopoli, Isola di San Andrés (Colombia), Sant'Andrea (Barbados) e Tenerife (Spagna).

## Scozia
Si pensa che la celebrazione di Sant'Andrea come festa nazionale tra alcuni strati sociali e locali abbia origine dal regno di Malcolm III (1058–1093). Si pensava che il rituale della macellazione degli animali associati a Samhain fosse stato spostato a questa data per garantire che un numero sufficiente di animali fosse mantenuto in vita per l'inverno. Tuttavia, è solo in tempi più recenti che il 30 novembre è stato riconosciuto come giorno festivo nazionale, pur rimanendo un normale giorno lavorativo.

### Giorno festivo
Nel 2006, il Parlamento scozzese ha approvato il St. Andrew's Day Bank Holiday (Scotland) Act 2007, che designava quel giorno come giorno festivo ufficiale. Se il 30 novembre cade in un fine settimana, il lunedì successivo sarà invece festivo. Sebbene si tratti di un "giorno festivo", le banche non sono obbligate a chiudere (e, in pratica, rimarranno aperte normalmente) e i datori di lavoro non sono tenuti a concedere ai propri dipendenti il giorno libero come ferie. Allo stesso modo, le scuole restano aperte. L'Università di Saint Andrews tradizionalmente concede la giornata a tutti gli studenti come vacanza gratuita, ma questa non è una regola vincolante.

### Saltire
Il giorno di Sant'Andrea è il giorno della bandiera ufficiale in Scozia. I regolamenti sull'alzabandiera del governo scozzese stabiliscono che la bandiera della Scozia (la Saltire o la Croce di Sant'Andrea) sventola su tutti i suoi edifici con un pennone. Prima del 2002, il governo scozzese seguiva i giorni della bandiera del governo britannico e faceva volare la Saltire solo nel giorno di Sant'Andrea. I regolamenti furono aggiornati per stabilire che la bandiera dell'Unione sarebbe stata rimossa e sostituita dalla Saltire sugli edifici con un solo pennone.
Lo sventolamento della bandiera dell'Unione dal Castello di Edimburgo tutti i giorni, compreso il giorno di Sant'Andrea, provoca rabbia tra alcuni politici scozzesi e nazionalisti scozzesi che hanno sostenuto che la Saltire dovrebbe invece sventolare il 30 novembre. Tuttavia, la bandiera dell'Unione viene sventolata dall'esercito britannico al castello in quanto è una stazione ufficiale di sventolamento della bandiera dell'esercito britannico.

### Celebrazioni
In Scozia e in molti paesi con legami scozzesi, il giorno di Sant'Andrea è celebrato con una celebrazione della cultura scozzese, del cibo e della musica tradizionali scozzesi. In Scozia, il giorno è anche visto come l'inizio di una stagione di festival invernali scozzesi che comprendono il giorno di Sant'Andrea, Hogmanay e Burns Night. Ci sono celebrazioni che durano una settimana nella città di Saint Andrews e in alcune altre città scozzesi.

## Barbados
Il giorno di Sant'Andrea è celebrato come il giorno nazionale dell'indipendenza alle Barbados. Come santo patrono, Sant'Andrea è celebrato in alcuni simboli delle Barbados, tra cui la formazione a croce dello stemma delle Barbados e l'ex Ordine delle Barbados che designava i destinatari come Cavaliere o Dama di Sant'Andrea.

## Romania
Ci sono alcune tradizioni rumene pre-cristiane legate al giorno di Sant'Andrea, alcune delle quali hanno origine nelle celebrazioni romane del dio Saturno, le più famose i Saturnalia.
Il Capodanno dacico si svolgeva dal 14 novembre al 7 dicembre; questo era considerato l'intervallo in cui il tempo iniziava il suo corso. Uno degli elementi che provenivano dalle celebrazioni romane e tracie riguardava i lupi. Durante questa notte i lupi possono mangiare tutti gli animali che vogliono. Si dice che anche loro possano parlare, ma chiunque li senta morirà presto. La mattina presto del giorno di Sant'Andrea, le mamme vanno in giardino e raccolgono i rami degli alberi, soprattutto di meli, peri, ciliegi e rose. Fanno un mucchio di rami per ogni membro della famiglia. Colui il cui mazzo fiorisce entro il giorno di Capodanno sarà fortunato e in salute l'anno successivo. La tradizione più conosciuta legata a questa notte riguarda il matrimonio e i sogni premonitori. Le ragazze single devono mettere sotto il cuscino un rametto o un rametto di basilico dolce . La ragazza si sposerà presto se qualcuno prenderà le piante nei suoi sogni. Possono anche piantare il grano in un piatto e annaffiarlo fino a Capodanno. Quanto più bello sarà il grano quel giorno, tanto migliore sarà l’anno a venire.

## Serbia
Nel giorno di Sant'Andrea del 1806, i serbi liberarono Belgrado dal dominio ottomano. Il 12 dicembre 1830 (giorno di Sant'Andrea), l'Hatt-i şerif fu letto davanti all'assemblea a Belgrado. Il documento ha definito l'autonomia della Serbia come parte dell'Impero Ottomano, e il berat aggiuntivo ha confermato il principe Miloš come sovrano ereditario del Principato serbo. Il giorno di Sant'Andrea è stato istituito come Giorno della Restaurazione dello Stato e veniva celebrato durante il regno della dinastia Obrenović fino al 1903.

## Vigilia di Sant'Andrea
In alcune parti dell'Ucraina, della Germania, dell'Austria, della Slovacchia, della Polonia, della Russia e della Romania esiste una credenza superstiziosa secondo cui la notte prima del giorno di Sant'Andrea è particolarmente adatta per la magia che rivela il futuro marito di una giovane donna o che lega a lei un futuro marito. Si credeva che quel giorno fosse l'inizio del periodo più popolare per l'attività dei vampiri, che sarebbe durato fino alla vigilia di San Giorgio (22 aprile).
In Polonia, la festa Andrzejki si celebra la notte tra il 29 e il 30 novembre. Tradizionalmente, la festa veniva osservata solo da giovani ragazze single, anche se oggi sia i giovani che le donne si uniscono alla festa per vedere il loro futuro. La cerimonia principale prevedeva il versamento della cera calda da una candela attraverso il foro di una chiave nell'acqua fredda.

## Polonia
In Polonia, la notte di Sant'Andrea, chiamata "Andrzejki", è celebrata nella notte tra il 29 e il 30 novembre. Questa tradizione ha radici antiche e coinvolge pratiche di divinazione e festeggiamenti. In passato, la festa era osservata principalmente dalle giovani ragazze single, ma oggi sia i giovani uomini che le donne partecipano alle celebrazioni.
Durante la notte di Andrzejki, le persone si impegnano in varie attività, tra cui la divinazione per conoscere il proprio futuro. Una pratica comune coinvolge il versamento di cera calda da una candela attraverso il buco di una chiave in una ciotola d'acqua fredda. Il motivo risultante dalla cera solidificata viene interpretato come un segno del destino.

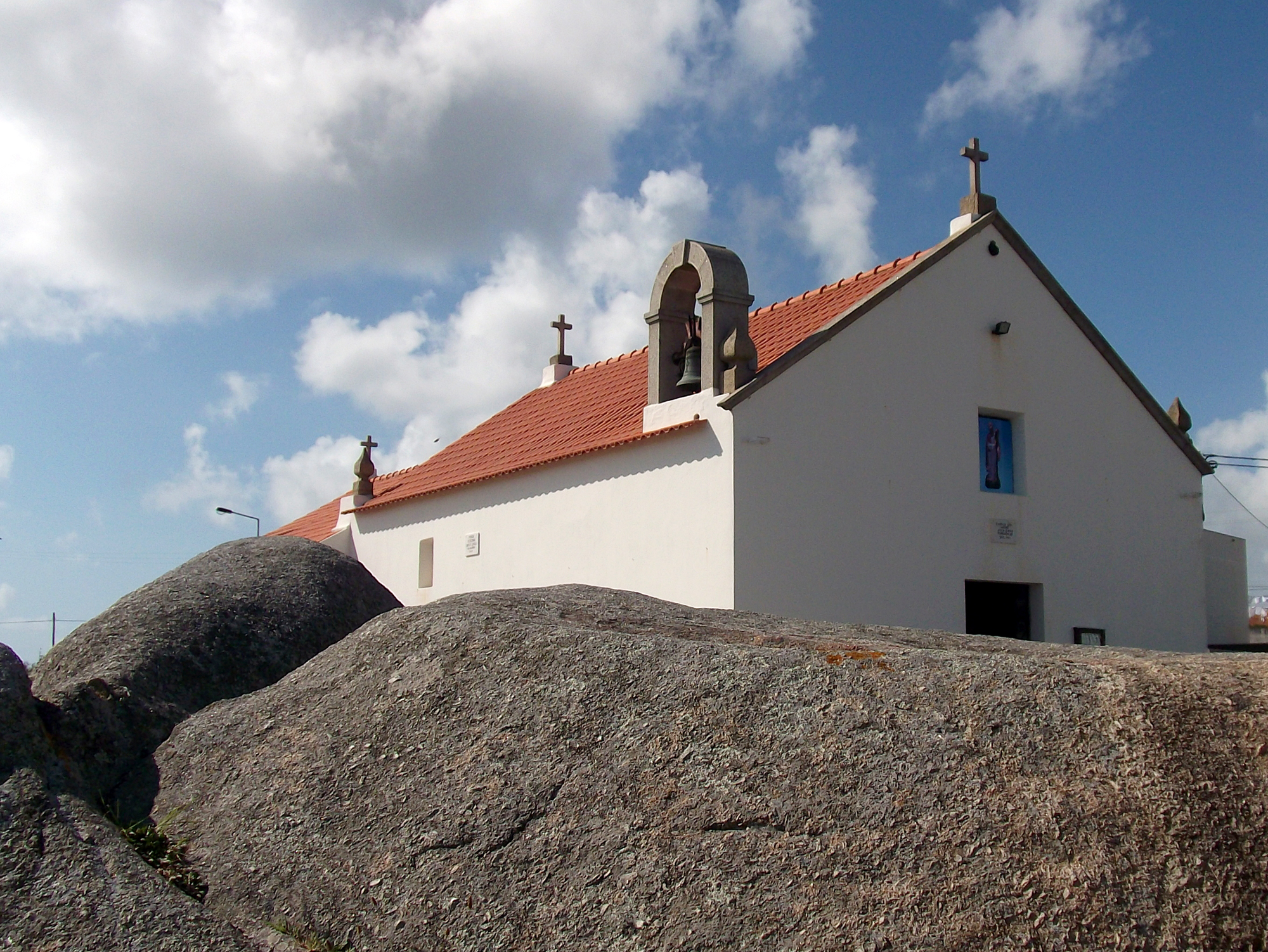
Cappella di Sant'Andrea e rocce nel Capo di Sant'Andrea a Póvoa de Varzim, in Portogallo. Nella mitologia locale, Sant'Andrea pescava le anime degli annegati in mare e aiutava la pesca e i matrimoni.

In Romania, è consuetudine che le giovani donne mettano 41 chicchi di grano sotto il cuscino prima di andare a dormire e, se sognano che qualcuno verrà a rubare i loro chicchi, si sposeranno l'anno prossimo. Anche in altre parti del paese, le giovani donne accendono una candela a Pasqua e la portano ad una fontana a mezzanotte. Chiedono a Sant'Andrea di far loro intravedere il futuro marito. Sant'Andrea è invocato per allontanare i lupi, che si ritiene possano mangiare qualsiasi animale vogliano in questa notte e parlare con gli esseri umani. Un essere umano che sente un lupo parlargli morirà. Sant'Andrea è anche il santo patrono della Romania e della Chiesa ortodossa rumena.
A Póvoa de Varzim, un'antica città di pescatori nel nord del Portogallo, Capo Santo André (portoghese per Sant'Andrea) è un luogo che mostra prove di romanizzazione e probabile importanza precedente, con accenni di pitture dell'età della pietra. Vicino al promontorio ci sono dei piccoli avvallamenti in una roccia, una pietra misteriosa, che la gente crede siano le orme di Sant'Andrea. La Cappella di Sant'Andrea è di probabile origine medievale, citata nel 1546 e in documenti precedenti. È il luogo di sepoltura dei pescatori annegati trovati sul promontorio. Anche i pescatori richiesero l'intervento del santo per una migliore pesca. Le ragazze single che volevano sposarsi lanciarono una piccola pietra sul tetto della cappella, sperando che si depositasse. A causa del sincretismo pagano è stato associato fino ai giorni nostri anche alla magia bianca. Era comune vedere gruppi di pescatori, con le luci in mano, fare un pellegrinaggio alla cappella del promontorio lungo la spiaggia la vigilia di Sant'Andrea. Credevano che Sant'Andrea pescasse dagli abissi le anime degli annegati. Coloro che non hanno visitato Santo André in vita avrebbero dovuto compiere il pellegrinaggio come cadavere.

## Eton College
Il giorno di Sant'Andrea è diventato una delle due festività più importanti celebrate all'Eton College, l'altra è il 4 giugno.